# Roland Irolla
Roland Irolla, né le 29 septembre 1935 à Philippeville (Algérie), est un peintre, illustrateur, sculpteur, médailleur et dessinateur de timbres français.

## Biographie

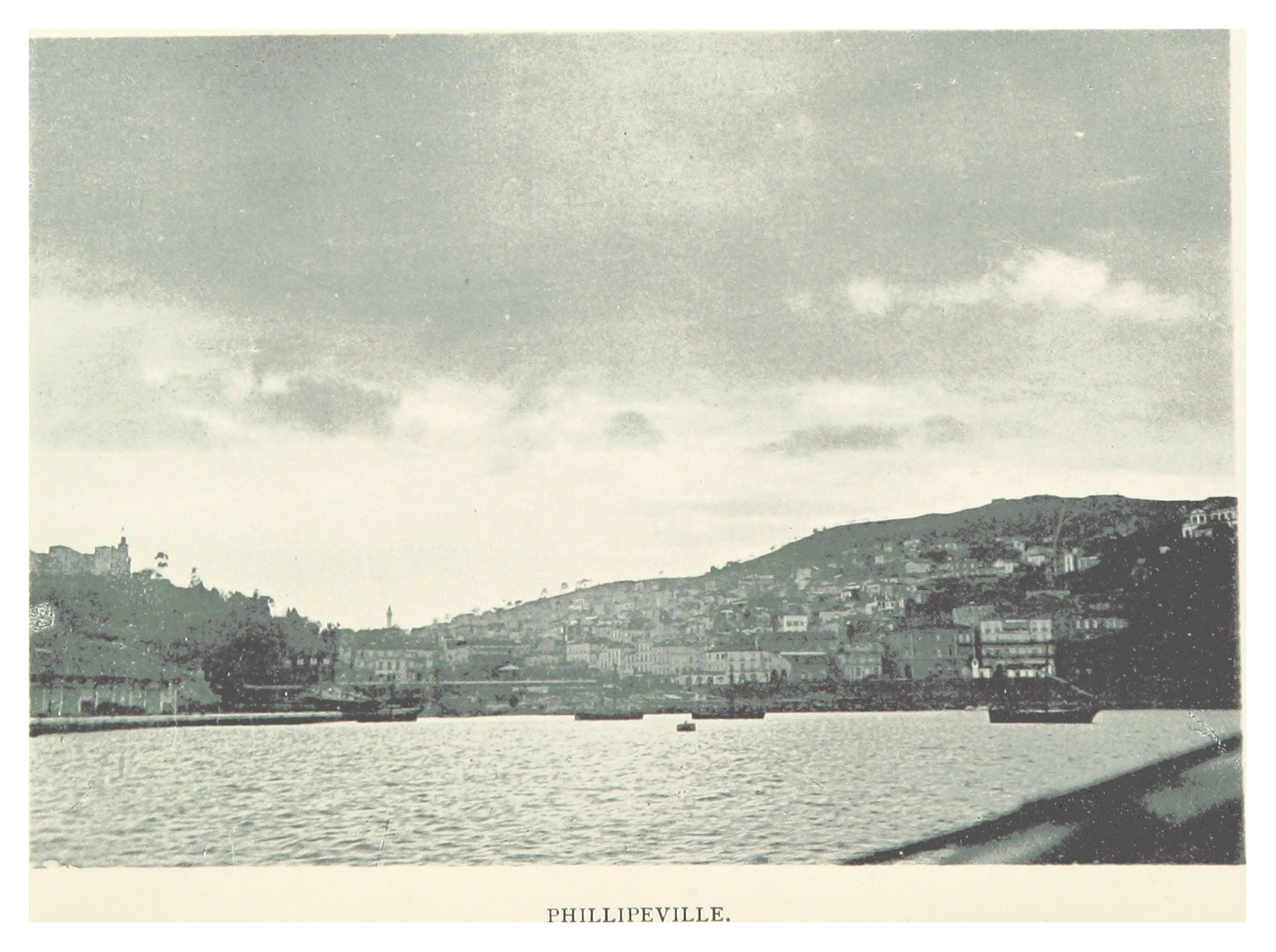
Philippeville (Algérie).

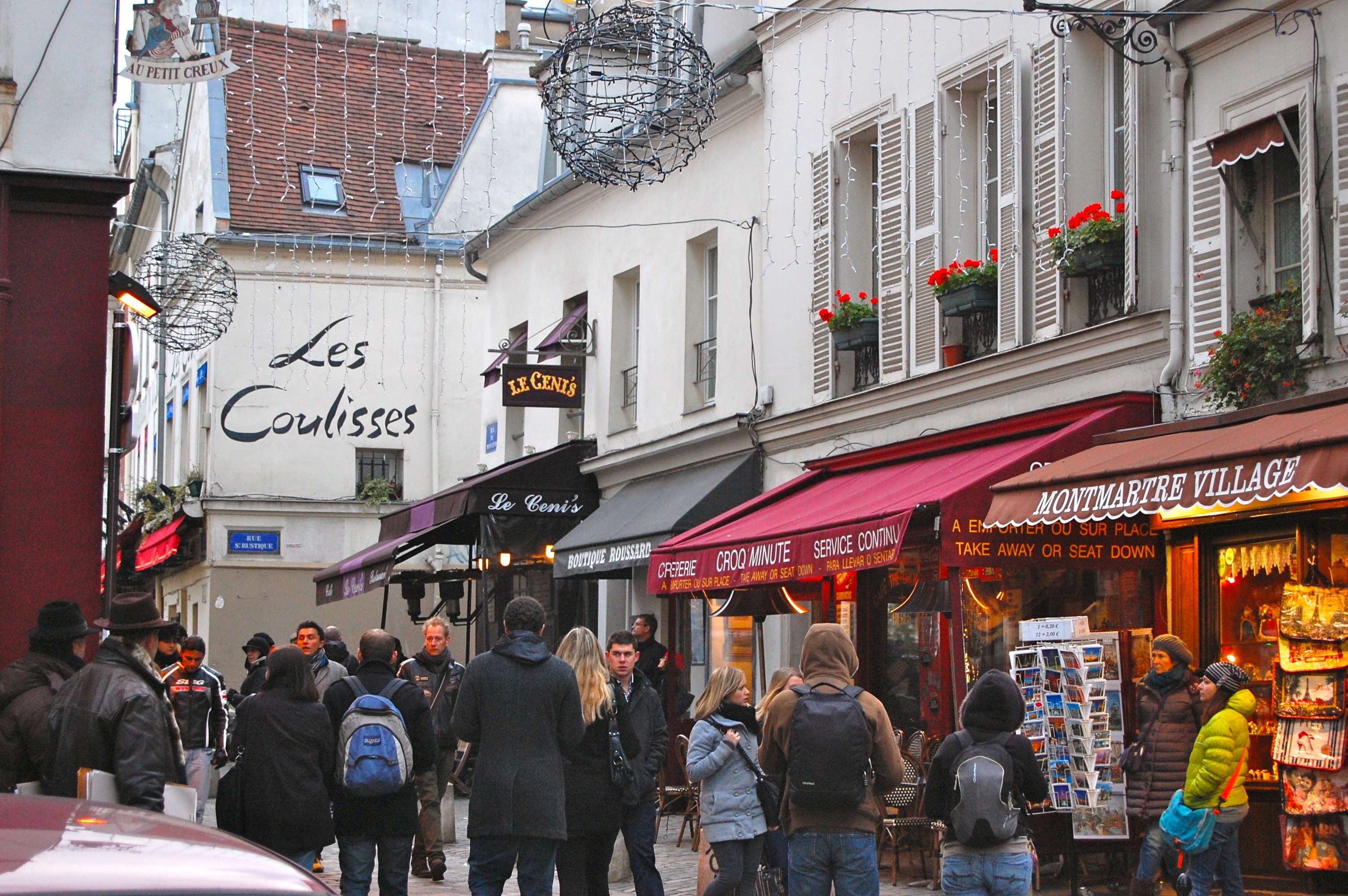
Paris, rue du Mont-Cenis (le no 9 au milieu).

Né à Philippeville du mariage de  Raphaël Irolla (1903-1952), charpentier de marine, et de Vincente Féola (1906-1991) et attiré par le dessin et la peinture dès son enfance — il parcourt les rues de sa ville natale avec son chevalet et y connaît sa première exposition personnelle au magasin Meubles Grosso en 1952 — Roland Irolla, qui effectue ses études secondaires à l'école Fernand-Buisson de Philippeville, quitte l'Algérie après la mort de son père pour rejoindre en août 1953 son oncle Charles Féola (Philippeville 1917 - Argentat 1994), artiste peintre de Montmartre. Si le premier maître de ce dernier est Fernand Herbo, il est surtout fidèle ami de Maurice Utrillo qu'il a rencontré pour la première fois sur la place du Tertre en 1945, ayant séjourné plusieurs mois chez lui au Vésinet et ayant su mettre à profit ses conseils tout en développant son propre style,,. Charles Féola prend son neveu sous sa protection, l'hébergeant au 9, rue du Mont-Cenis, et le partage de sa vie entre Montmartre et Argentat en Corrèze vaut au jeune Roland d'exposer avec lui en la mairie d'Argentat en 1954.
En décembre 1955, Roland Irolla part à Nice, y demeurant jusqu'à son appel sous les drapeaux en mai 1956 à l'École d'application de l'artillerie de Châlons-sur-Marne où, restitue Jean-Pierre Ravaux, c'est « cet homme étonnant qu'est le père Jean Dhyvert », aumônier militaire et curé de la collégiale Notre-Dame-en-Vaux, qui « découvre le talent du jeune appelé et le fait connaître autour de lui », le faisant invité d'honneur du 1er Salon des peintres militaires en mai 1957 et lui consacrant un article dans le catalogue de l'exposition.

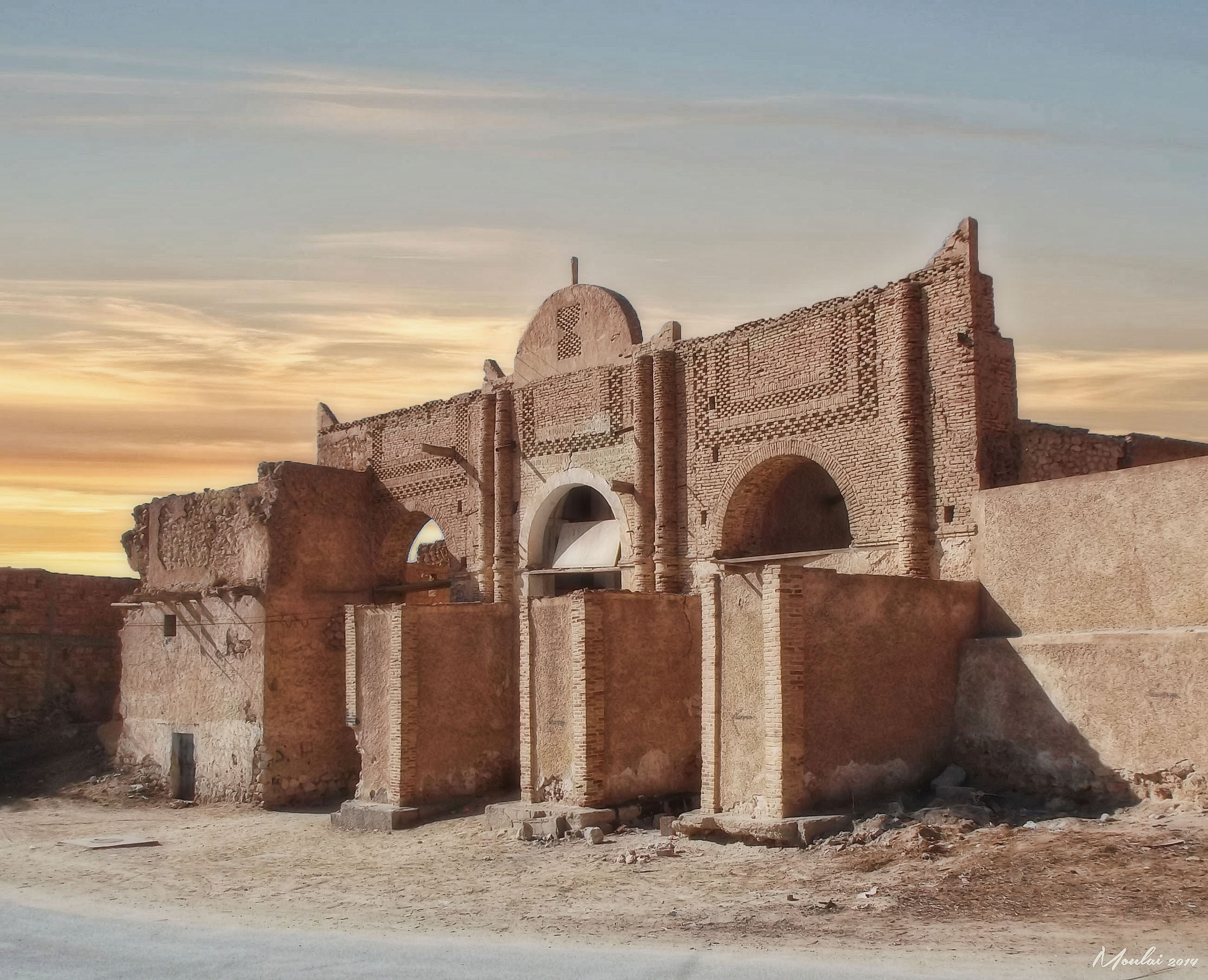
Touggourt

Le service militaire de Roland Irolla se poursuit jusqu'en 1958 en tant que sous-officier du 59e régiment d'artillerie en Algérie, successivement à Mondovi, Bir el-Ater (d'où une brève expédition saharienne le mène à El Oued, Touggourt et Biskra dont il peint des vues à l'aquarelle) et finalement Philippeville, sa ville natale qu'il voit pour la dernière fois et qui lui organise alors une exposition personnelle. Il est dès lors illustrateur de documents philatéliques officiels, de cartes postales et d'enveloppes premier jour qui seront évalués à plus de 600 pièces ainsi créées. « Il saura montrer, évoque encore Jean-Pierre Ravaux, son talent dans de multiples domaines : la philatélie, la médaille, l'illustration de livres, la fresque… Mais le regard porté sur le patrimoine restera un axe majeur de son art ».

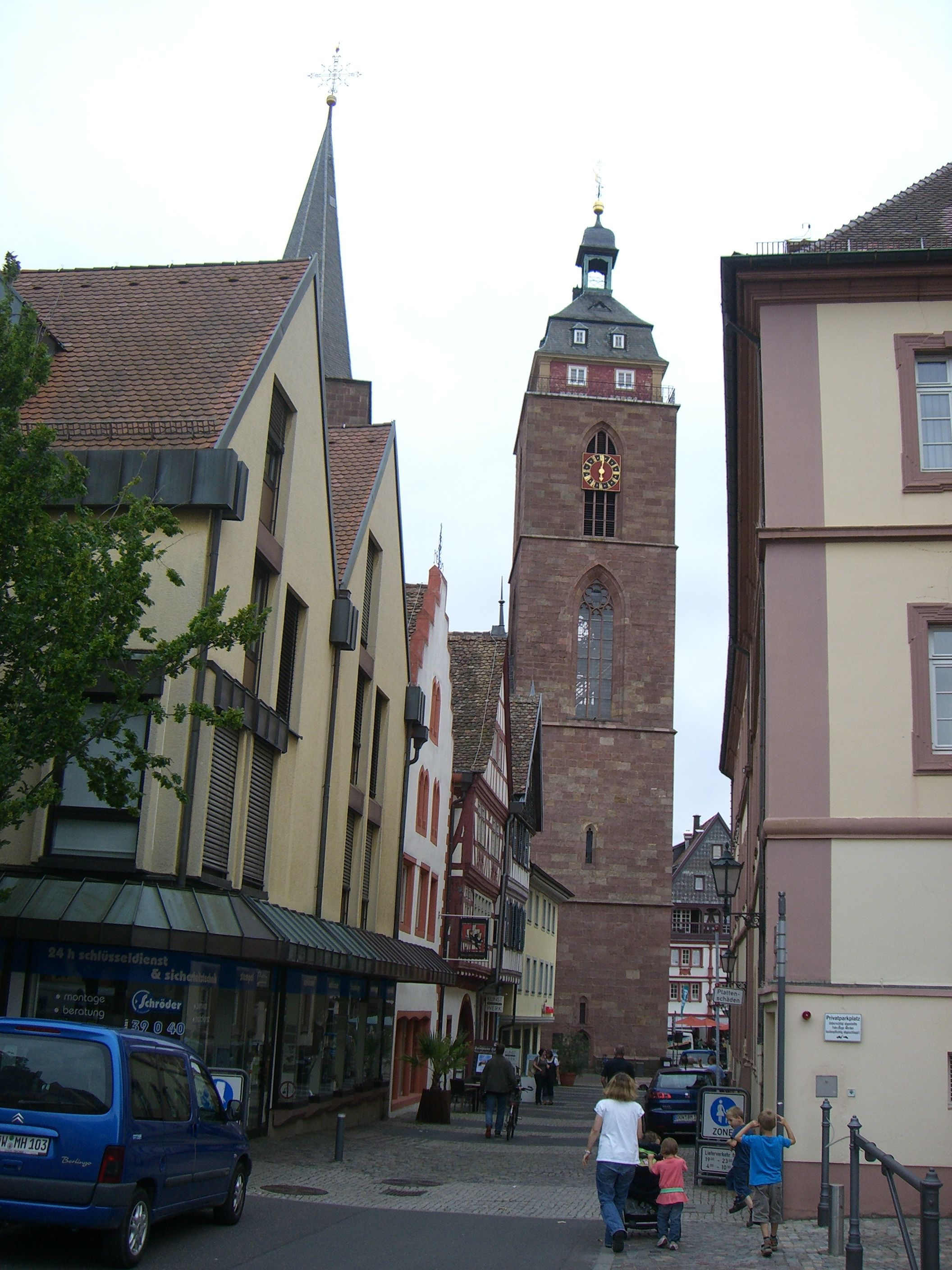
Neustadt an der Weinstraße

Il épouse Marsha Steng, d'origine américaine, en 1959. Le couple s'installe à Champigny-sur-Marne en 1959 puis rue Laforêt à Châlons-sur-Marne en 1960. Roland Irolla est de 1960 à 1964 artiste permanent à Montmartre de la galerie La Chignole qui appartient à Jean Billon, premier mari de Patachou, et ses toiles sont alors également accrochées dans deux cabarets proches, Le Poulailler (rue Norvins) et Chez Geneviève (55, rue du Chevalier-de-La-Barre).

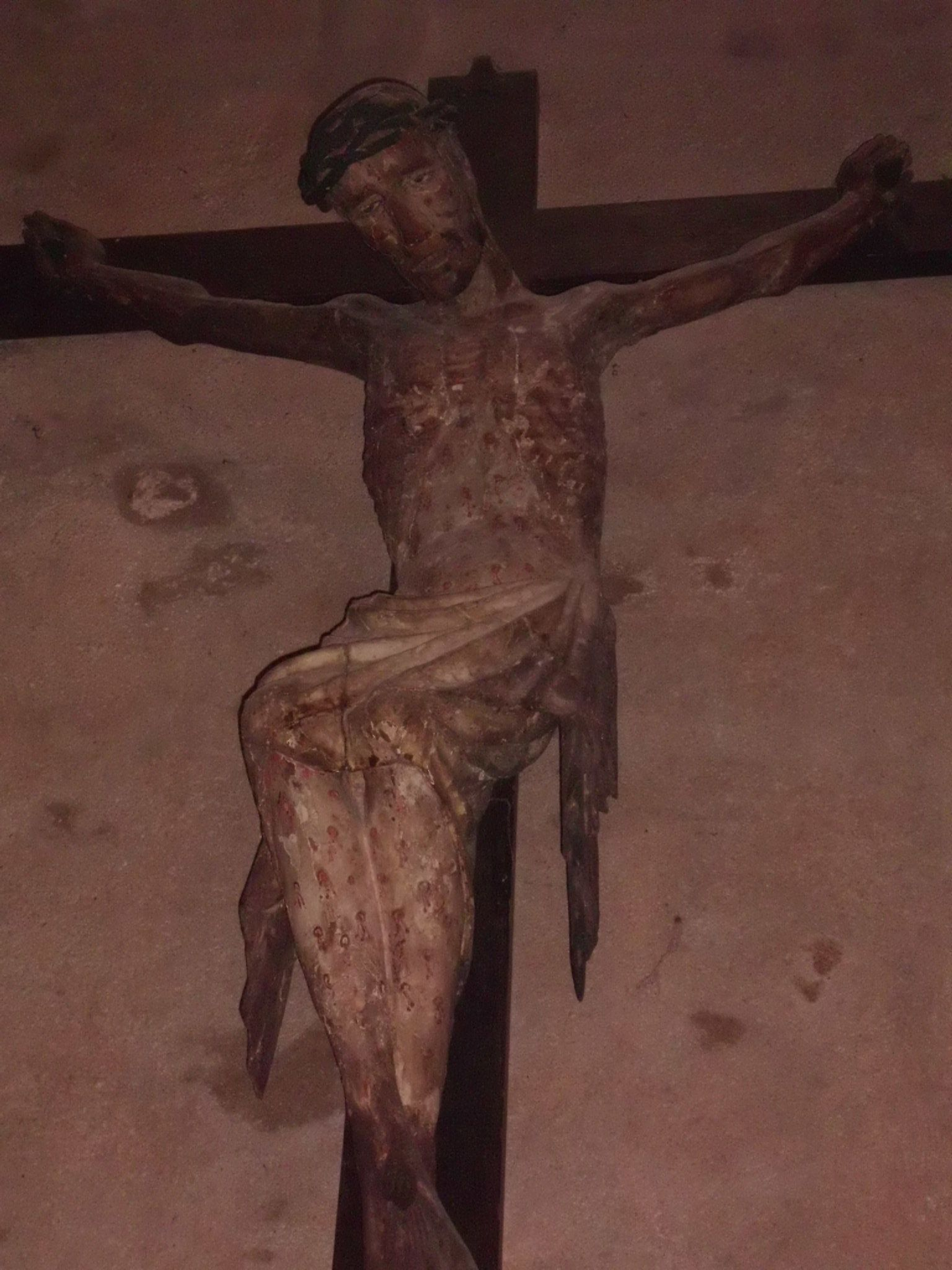
Brioude, Christ de la basilique Saint-Julien

C'est à Montmartre qu'il se lie d'amitié avec le peintre allemand Heinrich Deege (1920-2007) et, après un séjour à New York avec Marsha en mai 1964, il va retrouver celui-ci à Neustadt an der Weinstraße où il peignent ensemble sur le motif des paysages du Palatinat. Un séjour approfondi en Auvergne est ensuite énoncé, outre son exposition à Clermont-Ferrand en juin 1965, par sa toile Le Christ de la basilique Saint-Julien de Brioude, datée 1966, que conserve le musée des Beaux-Arts et d'Archéologie de Châlons-en-Champagne. 
À partir de 1971, l'atelier de Roland Irolla est situé à Matougues (48, Grande rue), de même dans le département de la Marne. Participant en 1985 au Congrès international de la médaille à Stockholm, il étend son voyage jusqu'au Cercle arctique.
En 2008, il s'installe dans le quartier Goise de Niort, dans les Deux-Sèvres.

## Œuvres

### Illustrations d'ouvrages
- Michel Martin (préface), En flânant dans Châlons, 50 dessins de Roland Irolla, Châlons-sur-Marne, 1965.
- Charles Eggermann, Il était une fois, 12 dessins de Roland Irolla, Imprimerie Saint-Paul, Bar-le-Duc, 1965.
- Charles Eggermann, Toi qui as des mains, dessins de Roland Irolla, Imprimerie Saint-Paul, Bar-le-Duc, 1965.
- Charles Eggermann, Le Peau rouge, 12 dessins de Roland Irolla, Imprimerie Saint-Paul, Bar-le-Duc, 1966.
- Sous la direction de Pierre Weil, Prestige de Paris, dessins d'Yves Brayer, Bernard Buffet, Jean Carzou, Roland Irolla (dont couverture) et Louis Touchagues, éditions de la ville de Paris, 1966.
- François Veillerette (préfaces de Geneviève Dévignes et Gaston Gréco), Le bréviaire de porcelaine, illustrations de Roland Irolla, éditions Patrimoine 52, Chaumont-en-Bassigny, 1970.
- Gilbert Foret (préfaces de Jean Taittinger et Geneviève Dévignes), J'aurai toujours un mot - Poèmes, illustrations de Roland Irolla, Société alsacienne d'expansion photographique, Colmar-Ingersheim, 1972.
- Dom Jean-Marie Berland, L'Épine en Champagne, dessins de Roland Irolla, Société alsacienne d'expansion photographique, Colmar-Ingersheim, 1972.
- Michel Ménard (préface) et André Guyot (commentaires historiques), Promenade dans Châlons, 62 dessins de Roland Irolla, 1973.
- Suzanne Morin, Les fils d'or - Poèmes, illustrations de Roland Irolla, éditions Suzanne Morin, 1974.
- Alain Peyrefitte (préface) et Charles Thiriot (commentaires historiques), En flânant dans Provins, 54 dessins de Roland Irolla, 1975.
- Marcel Turon (préface), Découverte de la Champagne-Ardenne, 70 dessins de Roland Irolla, 1.100 exemplaires numérotés, Imprimerie Rive-Gauche, Fagnières, Châlons-sur-Marne, 1976.
- François Villon, Œuvres, 18 planches hors-texte par Roland Irolla, 180 exemplaires numérotés, Librairie Anavoizard, Montceaux-les-Mines, 1977.
- Abbé Jean Fagnier, Robert Pannet et Jean-Pierre Ravaux, La basilique Notre-Dame de L'Épine, dessins de Roland Irolla, éditions Jean Fagnier, L'Épine, 1977.
- Robert Galley (préface) et André Beury (commentaires historiques), En flânant dans Troyes, 61 dessins de Roland Irolla, 1978 (1er tirage : 700 exemplaires numérotés), 1980 (2e tirage : 1.500 exemplaires numérotés).
- Adrienne Henry, Pierres de flamme, dessins de Roland Irolla, La Française d'édition et d'imprimerie, Rochefort-Montagne, 1978.
- André Bettencourt (préface) et Marie-Lucie Guimard (commentaires historiques), Abbayes normandes, 63 dessins de Roland Irolla, 700 exemplaires numérotés, Imprimerie Rive-Gauche, Châlons-sur-Marne, 1979.
- Geneviève Dévignes (préface de Gabriel Groley), Écoute s'il pleut ? - Nouvelles provoquées par la Champagne, illustrations de Roland Irolla, éditions Geneviève Dévignes, 1980.
- Jean Rocard (préface) et Jean-Louis Brizard (commentaires historiques), En flânant dans Reims, 80 dessins de Roland Irolla, 1981.
- Robert Pannet, Marie au buisson ardent, illustrations de Roland Irolla, éditions SOS, 1982.
- La route des abbayes normandes - 1. Pays de Caux - 2. Basse Normandie - 3. Mont-Saint-Michel, 36 dessins de Roland Irolla répartis en 3 pochettes, Art Publicité Éditions, 1986.
- Christian Lantenois, Henri Guillaumet, 1902-1940, dessins de Roland Irolla, éditions de l'Association des Amis de Henri Guillaumet, 2006.
- Hervé Paul, Le comte Louis de Chevigné, 1793-1876, dessins de Roland Irolla, ABM éditions, Courtomer, 2008.
- Claude Hérique, À la rencontre du comté de Vaudémont, illustrations de Roland Irolla, Imprimerie Apache Color, Nancy, 2014.
- Monique Colin, À la découverte de la seigneurie de Frolois, illustrations de Roland Irolla, Véoprint, Courbevoie, 2015.
- À la découverte du vignoble de Champagne, 150 illustrations par Roland Irolla, éditions Roland Irolla, Niort, 2016[9],[10].
- Daniel Rondeau de l'Académie française (préface) et Hervé Chabaud (commentaires historiques), Paris - Trésors dévoilés, 150 illustrations de Roland Irolla, 300 exemplaires numérotés dont 150 sont enrichis d'un dessin original, les 300 d'un encart commémoratif de quatre pages au même numéro que le livre, revêtu d'un timbre-poste type « Montimbramoi » représentant la cathédrale Notre-Dame de Paris et d'une oblitération spéciale, éditions Roland Irolla, Niort, 2021[11],[12].
- Jérôme Baloge et Laurence Lamy (préfaces), En flânant dans Niort, 150 illustrations par Roland Irolla, 125 exemplaires numérotés enrichis d'un dessin original et d'une suite de 4 planches, éditions Roland Irolla, Niort, 2023[13],[14].

### Médailles
Roland Irolla réalise plus de 80 médailles pour la Monnaie de Paris. Parmi elles, les effigies nationales de Nicolas Appert, René Cassin, Marcel Cerdan, Pierre Dac ou Étienne Œhmichen et les médailles des villes de Charleville-Mézières, Montmirail, Reims, Sedan, Vitry-le-François…,.
- Champagne Ardenne, édition bronze et argent frappée par la Monnaie de Paris pour la préfecture de région, 1977, diamètre 90 mm.
- Châlons-sur-Marne - Cloître de Notre-Dame-en-Vaux, médaille marquant l'inauguration du musée du Cloître éditée par la Monnaie de Paris, 1978.
- Provins, ville du Moyen Âge, Saint-Quiriace, Thibaut IV le chansonnier, médaille en bronze, Monnaie de Paris, 1979, diamètre 68 mm, 177 gr.
- Bicentenaire de la Caisse départementale des incendiés - Préfecture de la Marne, 1979.
- Troyes, 1979 ; avers : la basilique Saint-Urbain (à gauche) rattachée à la cathédrale Saint-Pierre et Saint-Paul sous un arc brisé de style flamboyant, signature de Roland Irolla à gauche ; revers : ensemble de maisons du XVIe siècle dont la maison du boulanger et la tourelle de l'orfèvre. Bronze et argent, diamètre 68 mm, 216,7 gr.
- Étienne Œhmichen, inventeur de l'hélicoptère, éditée en cuivre rouge par la Monnaie de Paris pour le Club français de la médaille, 1980, diamètre 72 mm.
- Adelbert von Chamisso, écrivain, bronze et argent, Monnaie de Paris, 1980, diamètre 68 mm.
- Château de Moyen, bronze et argent, Monnaie de Paris, 1982, diamètre 68 mm.
- Vitry-le-François - La porte du Pont, éditée en bronze et argent par la Monnaie de Paris pour l'association « Pour la reconstruction de la porte du Pont », 1982, diamètre 68 mm.
- Centenaire de la Fédération nationale des sapeurs-pompiers de France, éditée en bronze et argent par la Monnaie de Paris pour le congrès de la Fédération à Reims, 1982, diamètre 68 mm.
- La Comète, Union de brasseries, Châlons-sur-Marne, centenaire, 1882-1982, 1982 ; avers : vue sur les bâtiments de La Comète et signature de l'artiste ; revers : logo de la marque "33" export dans un médaillon à droite d'une allégorie féminine drapée, couronnée d'une étoile, tenant une lance dans la main gauche levée. Bronze, diamètre 68 mm, 182,5 gr.
- Transfert de l'église de Nuisement-aux-Bois, bronze et argent, Monnaie de Paris, 1983, diamètre 68 mm.
- Chatillon-sur-Seine - Le cratère de Vix, bronze et argent, Monnaie de Paris, 1983, diamètre 68 mm.
- Charleville-Mézières - La place Ducale, bronze et argent, Monnaie de Paris, 1984, diamètre 68 mm.
- Ministère des Territoires d'Outre-Mer, bronze et argent, Monnaie de Paris, 1984, diamètre 82 mm.

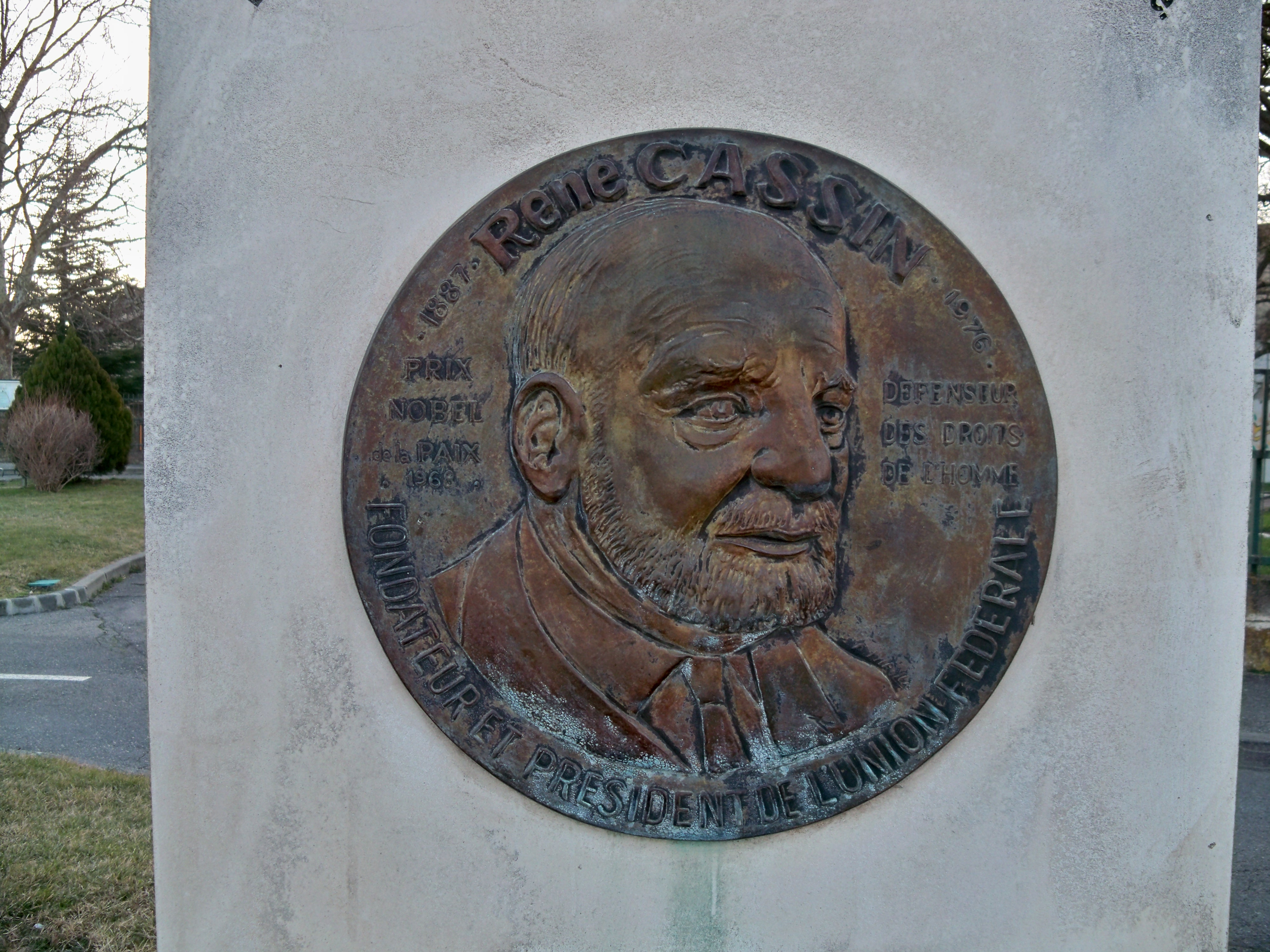
René Cassin

- Centenaire de l'École nationale des ingénieurs des eaux et forêts, éditée en bronze et argent par la Monnaie de Paris pour l'École des Barres, Nogent-sur-Vernisson, 1984, diamètre 68 mm.
- René Cassin, président de l'Union fédérale des anciens combattants, éditée en bronze et argent par la Monnaie de Paris pour l'Union fédérale des anciens combattants, 1984, diamètre 68 mm.
- Société coopérative agricole marnaise, 1984.
- Nautique Entente Châlonnaise - 35e anniversaire, bronze et argent, Monnaie de Paris, 1985, diamètre 68 mm.
- Foire-exposition de Châlons-sur-Marne, éditée en bronze et argent par la Monnaie de Paris pour l'Union des commerçants de Châlons-sur-Marne, 1985, diamètre 68 mm.
- Abbaye de Trois-Fontaines, médaille biface taillée directement dans l'acier, bronze et argent, Monnaie de Paris, 1985, diamètre 74 mm.
- La Ciotat, berceau du cinéma, bronze et argent, Monnaie de Paris, 1985, diamètre 68 mm (également : édition en cuivre rouge pour le Club français de la médaille, diamètre 72 mm.
- Centenaire de la statue de la Liberté, 1986[5].
- Centenaire de la statue du pape Urbain II à Chatillon-sur-Marne, 1987.
- Médaille du Conseil général de la Marne, 1988 ; avers : grande rosace de la cathédrale de Reims avec gros plan sur la grande porte centrale et le couronnement de la Vierge par le Christ. Sur la gauche, le moulin de Valmy  est entouré des trois symboles de l'agriculture champenoise (le blé, le maïs, le tournesol) et, en pendant à droite,  est évoqué le vignoble, l'ensemble de la composition suggérant la forme du coupe de Champagne ; revers : les méandes de la Marne se dirigeant vers un horizon suggérant le cadre industriel du département[16].
- La Grange Batelière ou Musée Georges-Clemenceau, Moret-sur-Loing, 1988. Bronze, Monnaie de Paris, diamètre 72 mm, 188gr.
- Département de la Marne, bronze et argent, éditée par la Monnaie de Paris pour le Conseil général de la Marne, 1988, diamètre 74 mm.
- Ville de Montmirail, bronze et argent, éditée par la Monnaie de Paris pour la ville de Montmirail, 1988, diamètre 68 mm.
- Château de Sedan, bronze et argent, Monnaie de Paris, 1989, diamètre 68 mm.
- Bicentenaire de la bataille de Valmy, bronze et argent, éditée par la Monnaie de Paris pour la S.N.A.G., 1989, diamètre 68 mm.
- Caisse régionale de Crédit agricole mutuel de Châlons-sur-Marne, bronze et argent, éditée par la Monnaie de Paris pour la S.N.A.G., 1990, diamètre 82 mm.
- Le saxophone, bronze et argent, Monnaie de Paris, 1990, diamètre 68 mm.
- Service régional de la Police judiciaire de Reims, bronze et argent, éditée par la Monnaie de Paris pour la S.N.A.G., 1990, diamètre 68 mm.
- Centenaire de La Retraite mutualiste de la Marne, bronze et argent, éditée par la Monnaie de Paris pour la S.N.A.G., 1991, diamètre 68 mm.
- 75e anniversaire du Lions-Club international, bronze et argent, éditée par la Monnaie de Paris pour la S.N.A.G., 1991, diamètre 68 mm.
- Résistance Fer - Bataille du rail, bronze et argent, éditée par la Monnaie de Paris pour la S.N.A.G., 1992, diamètre 68 mm.
- Tonnerre (Yonne) - 700e anniversaire de l'hôpital des Fontenilles, bronze et argent, Monnaie de Paris, 1992, diamètre 72 mm.
- Général Marcel Bigeard, bronze et argent, éditée par la Monnaie de Paris pour l'Association des parachutistes de la Marne, 1994, diamètre 68 mm.
- Saint-Martin-sur-le-Pré, bronze et argent, Monnaie de Paris, 1997, diamètre 68 mm.
- La France mutualiste, bronze et argent, Monnaie de Paris, 1997, diamètre 68 mm.
- Centenaire de la Caisse régionale du Crédit agricole mutuel du Nord-Est, bronze et argent, Monnaie de Paris, 1999, diamètre 81 mm.
- Fagnières, bronze et argent, Monnaie de Paris, 1999, diamètre 68 mm.
- Communauté d'agglomération de communes de Châlons-en-Champagne, bronze et argent, Monnaie de Paris, 2006, diamètre 81 mm.
- Centenaire de l'Automobile Club des Deux-Sèvres, 1911-2011, tirage limité à 100 exemplaires, Monnaie de Paris, 2011.
- Vingt-cinquième anniversaire du Musée du terrain d'aviation militaire de Condé-Vraux, 2019[17].

### Monuments
- Stèle à la mémoire des morts d'AFN et d'outre-mer, Châlons en Champagne, 1969.
- Monument de l'Armée d'Afrique, plaque en bronze à l'effigie du maréchal Alphonse Juin, Chambéry.
- Stèle À ceux d'Indochine, La Ciotat, place d'honneur de l'hôtel de ville, 2005.

### Philatélie

#### Timbres-postes
- 42e congrès de la Fédération des sociétés philatéliques françaises - Châlons-sur-Marne, timbre-poste dessiné par Roland Irolla, gravé par Jean Pheulpin, 27 mai 1969[18].
- Région Champagne-Ardenne série « Les régions administratives », timbre-poste dessiné par Roland Irolla, gravé par Claude Haley, 16 avril 1977[19].
- 51e congrès de la Fédération des sociétés philatéliques de France - Hôtel de Mauroy, Troyes, timbre-poste dessiné par Roland Irolla, gravé par Jacques Combert, 13 mai 1978[20].
- Croix-Rouge française - Les Fables de La Fontaine : Le lièvre et la tortue, Le rat des villes et le rat des champs, timbres dessinés et gravés par Claude Andreotto, couverture du carnet dessinée par Roland Irolla, 650 000 exemplaires, 4 décembre 1978[21].
- Soixante cinq ans du jumelage des villes d'Épernay et Ettlingen, 2018[22].
- Abbaye de Trois-Fontaines, timbre-poste dessiné par Roland Irolla, mis en page par Marion Favreau, 15 juin 2018[23].
- La Saint-Vincent tournante, Gevrey-Chambertin, dessin de Roland Irolla, édition du Cercle philatélique varois Saint-Apollinaire, 2 500 exemplaires, 2020[24].

#### Cartes postales philatéliques (estampes)

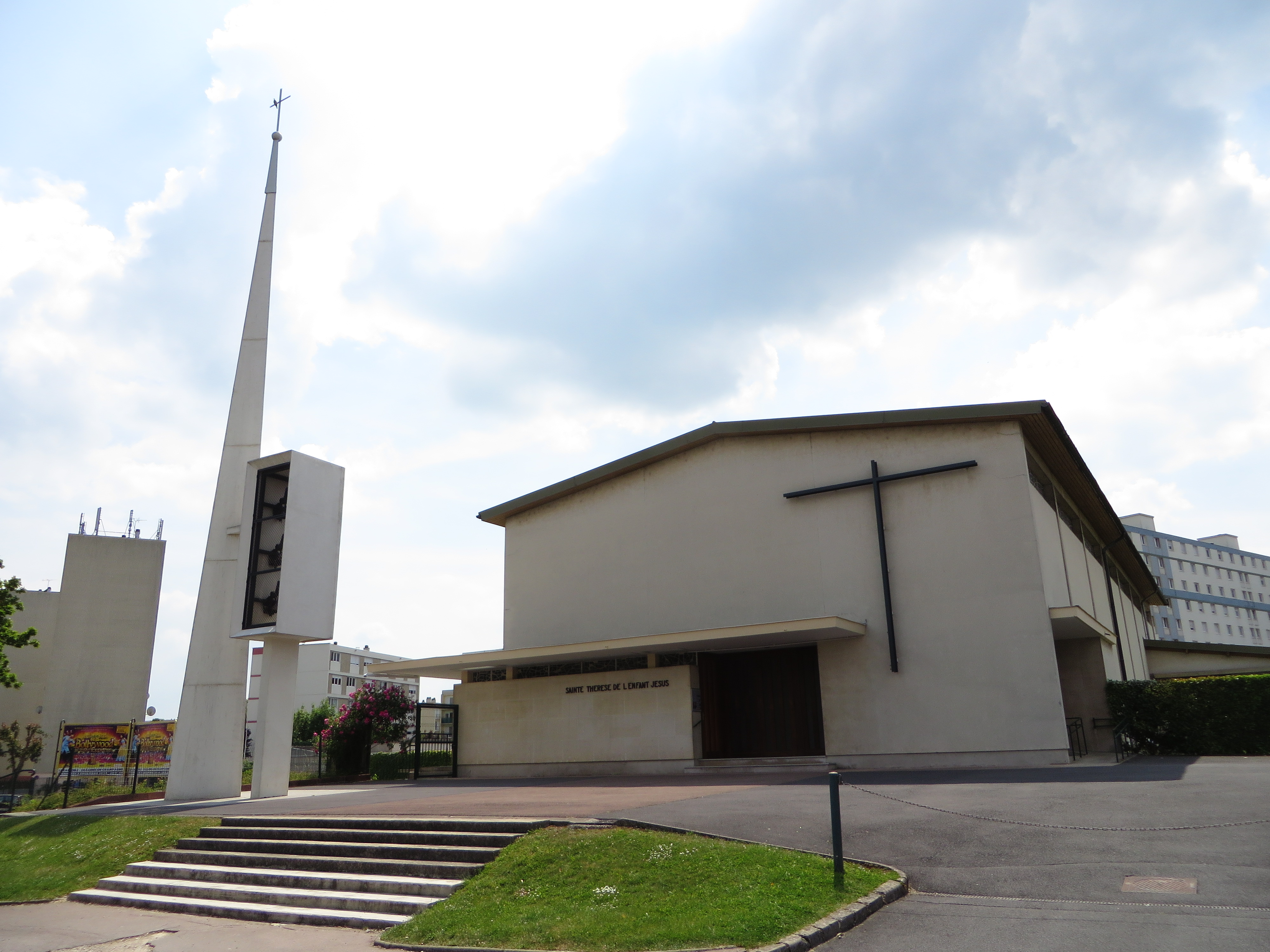
Église Sainte-Thérèse-de-l'Enfant-Jésus, Châlons-en-Champagne.

- La chapelle Foujita, Reims, 2017 (cachet du premier jour : 1er janvier 2018)[25].

### Vitraux
- Église Sainte-Thérèse-de-l'Enfant-Jésus, Châlons-en-Champagne[26].
- École départementale d'infirmières de la Croix-Rouge, Châlons-en-Champagne, Hommage à l'élève infirmière, 200x100cm[8].
- Foyer rural de Leuvrigny, en collaboration avec les ateliers Loire, Chartres, 1992[27].

### Affiches
- Championnats de France d'escrime, Châlons-sur-Marne, 1985[6].
- 3e Salon du jardinage, parc des expositions de Châlons-en-Champagne, 8-11 avril 1988.
- 150e anniversaire de l'ouverture de la ligne Paris-Strasbourg, 1849-1999, S.N.C.F., 1999[6].
- Meeting aérien de Vatry, aéroport de Vatry, juin 2003[6].

## Expositions

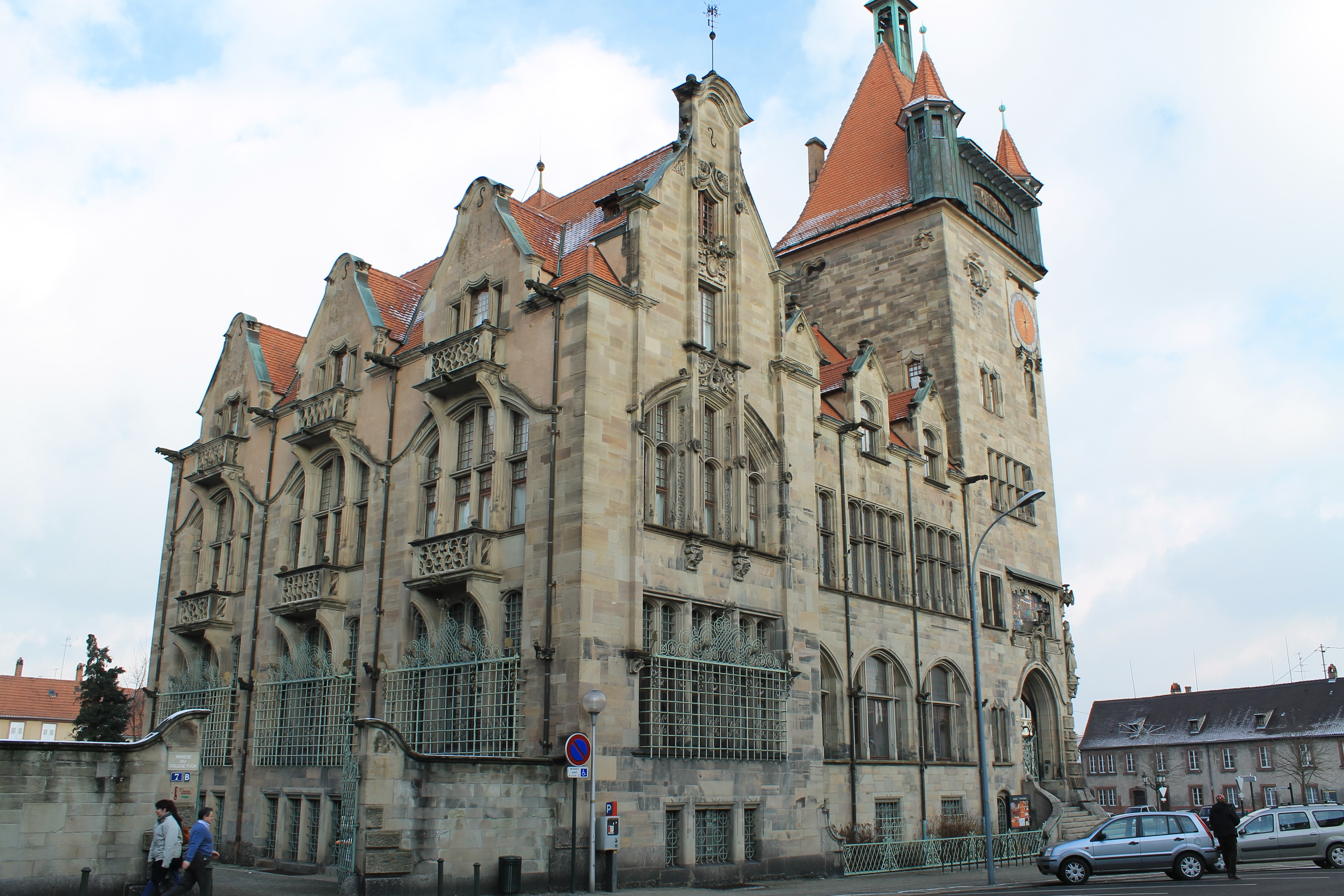
Musée historique de Haguenau.

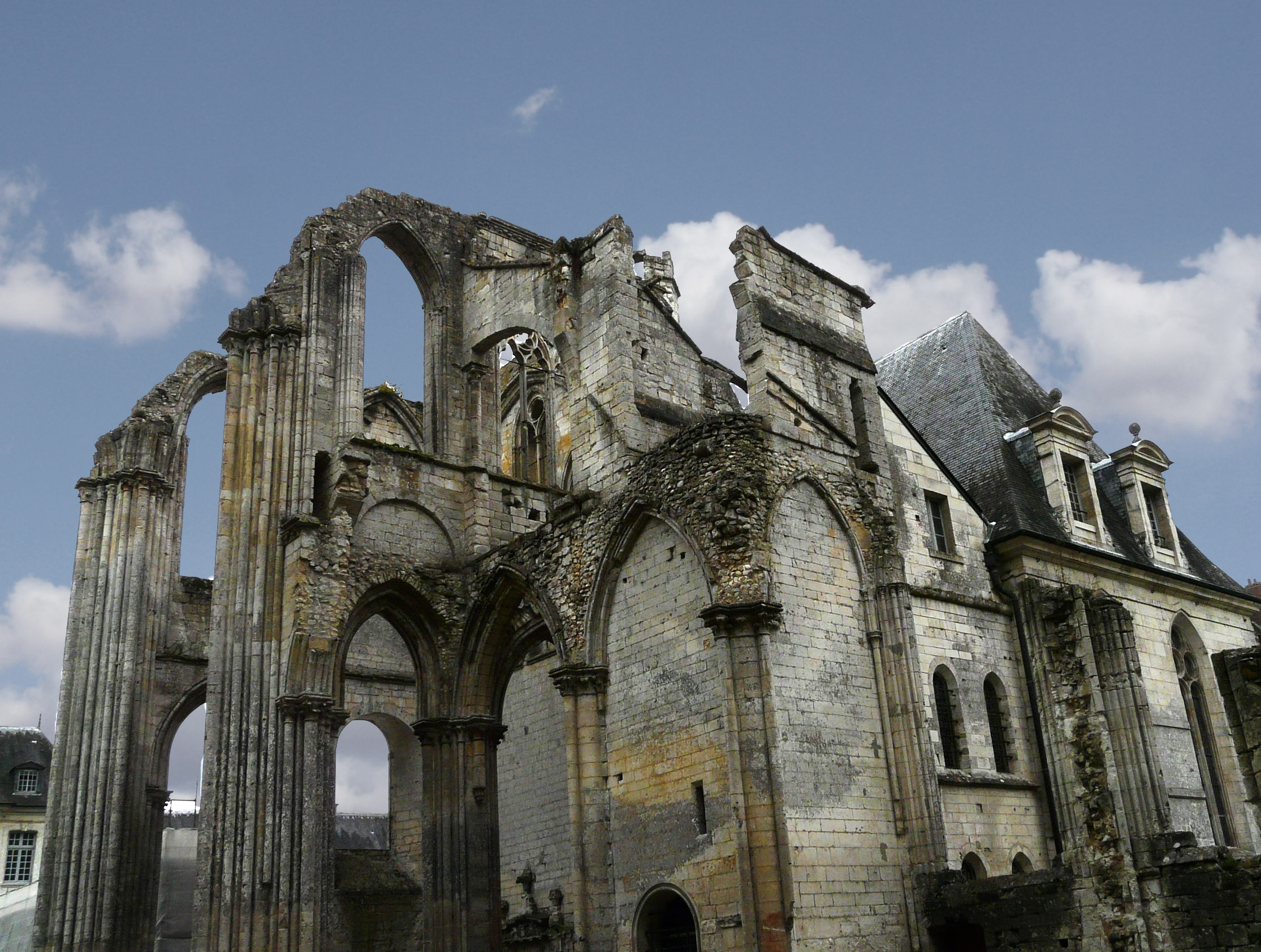
Abbaye Saint-Wandrille de Fontenelle, Rives-en-Seine

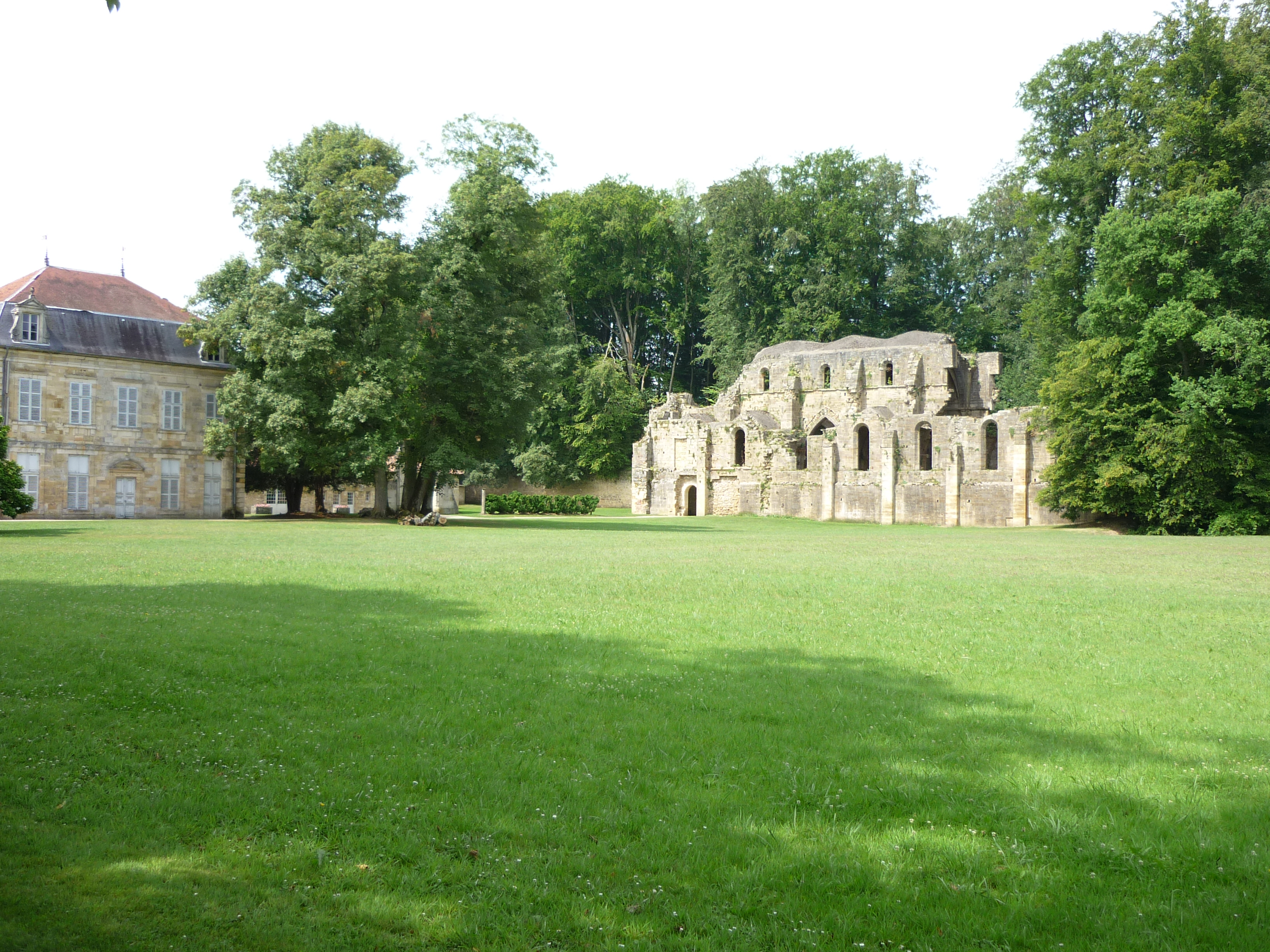
Château et abbaye de Trois-Fontaines, Trois-Fontaines-l'Abbaye

### Expositions personnelles
- Meubles Grosso, Philippeville, 1952[1].
- Roland Irolla - Les adieux à l'Algérie, théâtre municipal de Philippeville, août-septembre 1958.
- École d'application de l'artillerie, mess des officiers, Châlons-sur-Marne, 1959.
- Roland Irolla - Haguenau, Strasbourg et villages d'Alsace, Musée historique de Haguenau, 1960.
- Poitiers vu par Roland Irolla, Hôtel de France, Poitiers, juin 1961.
- Tours vu par Roland Irolla, Hôtel de L'Univers, Tours, décembre 1961.
- Chinon vu par les peintres, salle du Liberty Hall du camp américain de Chinon, juin-juillet 1962.
- Abbaye Saint-Wandrille de Fontenelle, Rives-en-Seine, été 1962.
- Sarlat vu par Rolans Irolla, La Crémaillère, Sarlat, juillet-août 1963.
- Roland Irolla - Promenade dans Châlons, musée de Châlons-sur-Marne, octobre-novembre 1963.
- Zurich vu par Roland Irolla, Hôtel Carlton-Élite, Zurich, octobre 1963.
- Clermont-Ferrand vu par Roland Irolla, Galerie des artistes d'Auvergne, Clermont-Ferrand, juin 1965.
- Sainte-Menehould vue par Roland Irolla, hôtel de ville de Sainte-Menehould, mars 1966.
- Musée de Châlons-sur-Marne, 1967 (Œuvres régionales), 1968 (Œuvres récentes).
- Auxerre vu par Roland Irolla, Galerie de L'Yonne républicaine, Auxerre, mai 1970.
- Reims vu par Roland Irolla, Cercle des officiers de l'air Marin-la-Meslée, Reims, mai 1973.
- Hommage à Roland Irolla, hôtel de ville de Châlons sur Marne, février 1974, avril 1996.
- Provins vu par Roland Irolla, hôtel de Savigny, Provins, juin 1975, juin 1984, 1995.
- Roland Irolla - Abbaye de Trois-Fontaines, château de l'abbaye, Trois-Fontaines-l'Abbaye, juin-juillet 1975, été 1985.
- Vitry-le-François vu par Roland Irolla, Crédit lyonnais, Vitry-le-François, octobre 1977.
- Caisse régionale de Crédit Agricole, Châlons-sur-Marne, 1980, 1981[6].
- La région du Der et ses environs vus par Roland Irolla, village-musée de Sainte-Marie-du-Lac, juin-Juillet 1983.
- Metz la belle vue par Roland Irolla, salle de La Poudrière, Metz, novembre 1993.
- Roland Irolla - 1957-2007, cinquante ans de souvenirs philatéliques, Bezannes, septembre 2007[28].
- Roland Irolla - Souvenirs philatéliques, médailles, affiches, Office de tourisme de Châlons-en-Champagne, janvier-mars 2008[29].

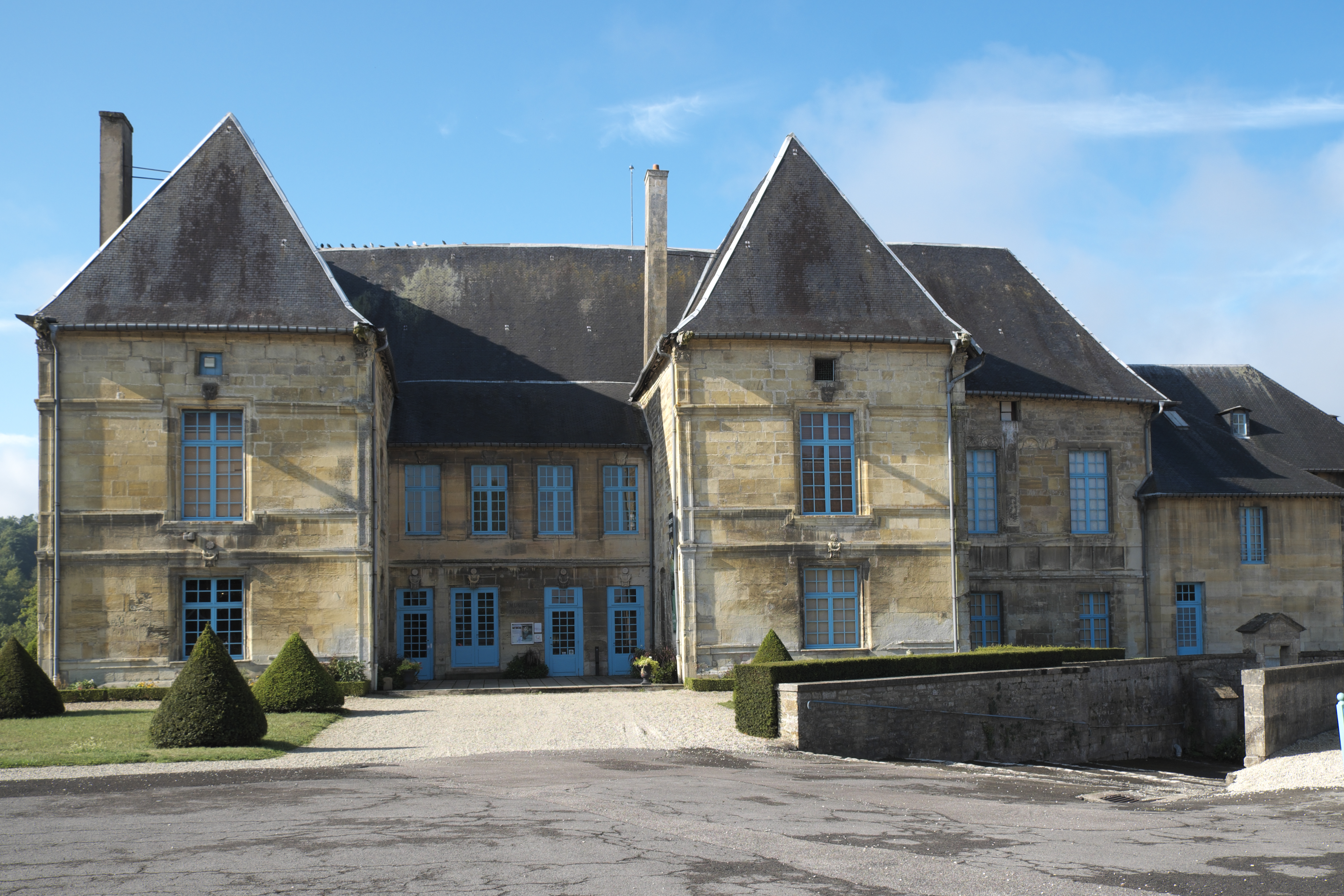
Musée Barrois, Bar-le-Duc.

### Expositions collectives

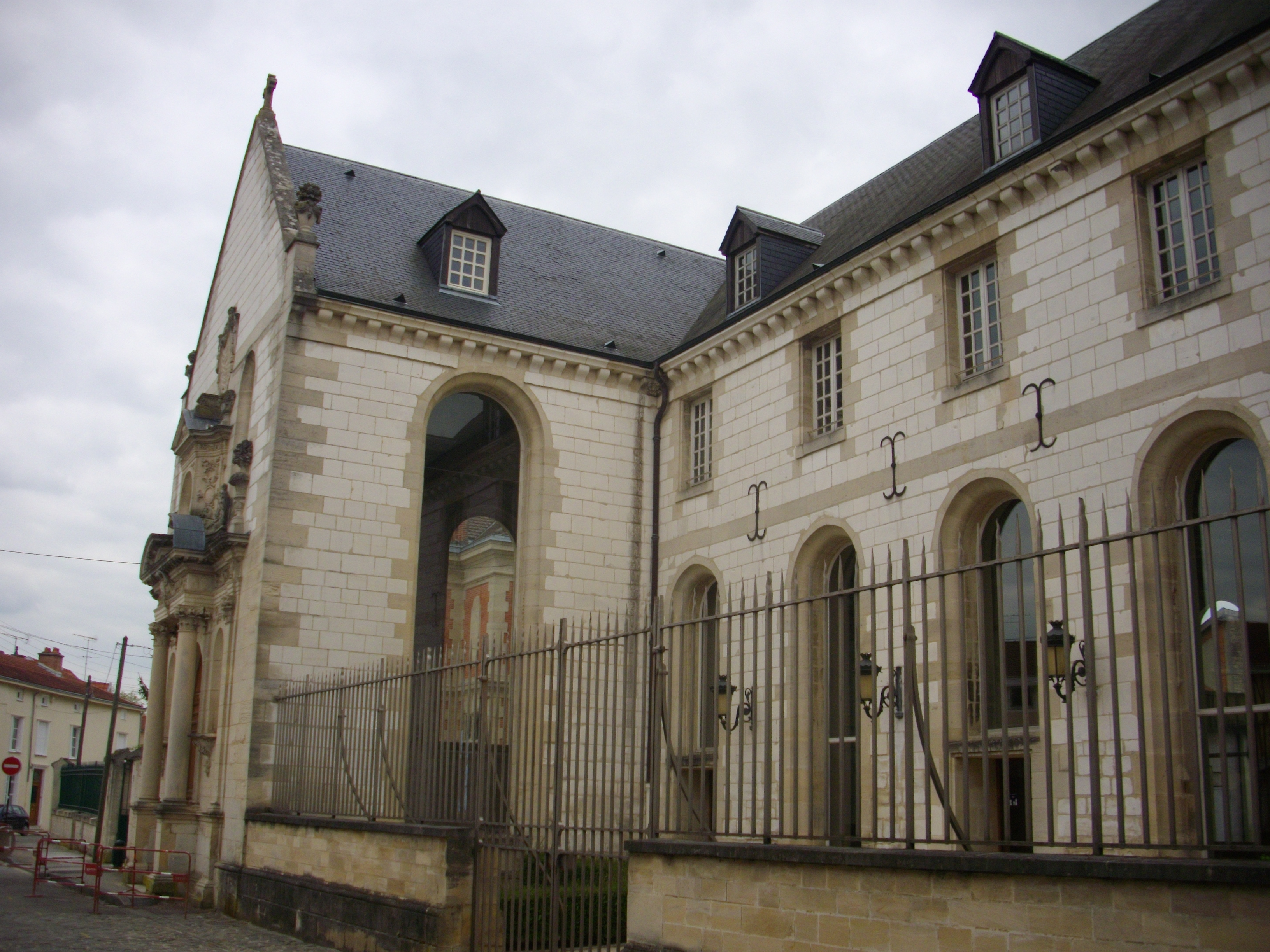
Couvent de Vinetz, Châlons-en-Champagne

- Charles Féola, Roland Irolla, mairie d'Argentat, 1954.
- 1er Salon des peintres militaires, Châlons-sur-Marne, mai 1957[7].
- Roland Irolla, Georges Trincot, Galerie Marie Benedetti, Zurich, 1964.
- Galerie Spray-Home Art, New York, 1964.
- Galerie de Paris, New York, 1964.
- Un dessein au dessin, Roland Irolla invité d'honneur, couvent de Vinetz, Châlons-en-Champagne, novembre 2008.
- Fête du timbre, Beauvoir-sur-Niort, octobre 2015[30] ; château de Thouars, octobre 2016[31] ; Saint-Aignan, 2018 ; Crancey, 2019.
- La Meuse vue par les peintres, Musée Barrois, Bar-le-Duc, mai-septembre 2018[32].

## Citations

### Dits de Roland Irolla
« Plus d'une centaine de médailles, majoritairement frappées par la Monnaie de Paris, portent ma griffe. J'ai également dessiné un millier de souvenirs pour les philatélistes. C'est vrai que j'aime particulièrement les vieilles pierres, mais tout m'intéresse dans la création. Je ne voulais pas que le nom d'Irolla soit attaché à un style en particulier. Par exemple, j'ai dessiné 70m2 de vitraux pour la première école d'infirmières de Châlons-en-Champagne. » - Roland Irolla

### Réception critique
- « Sa peinture figurative reste traditionnelle, décrivant les ciels de Champagne, ses vallons, vignobles, églises et rues de villages. » - Dictionnaire Bénézit[33]
- « Les fresques de Roland Irolla délivrent une force d'expression très soutenue en raison de la clarté de leur composition et de la fermeté de leur coloris. Elles manifestent son don à l'observation et sa capacité à agencer harmonieusement, dans un espace de grandes dimensions, des éléments figuratifs ou vivants… Lorsqu'il se tourne vers les portraits, il s'accorde une liberté totale et suit ses penchants sans contrainte. C'est alors qu'il rêve, qu'il s'évade et fait entrer en scène des êtres secrets et marginaux, des gitans aux visages mélancoliques, des clochards s'abritant sous les ponts, des mendiants réfugiés sous un lampadaire, des gosses angoissés dans des cités inhumaines. Il nous insuffle son émotion, sa sensibilité vis-à-vis d'un monde où règne l'injustice sociale. Une légère contraction du visage, une silhouette caricaturée suffisent à produire un effet sensible. » - Claude Hérique[6]

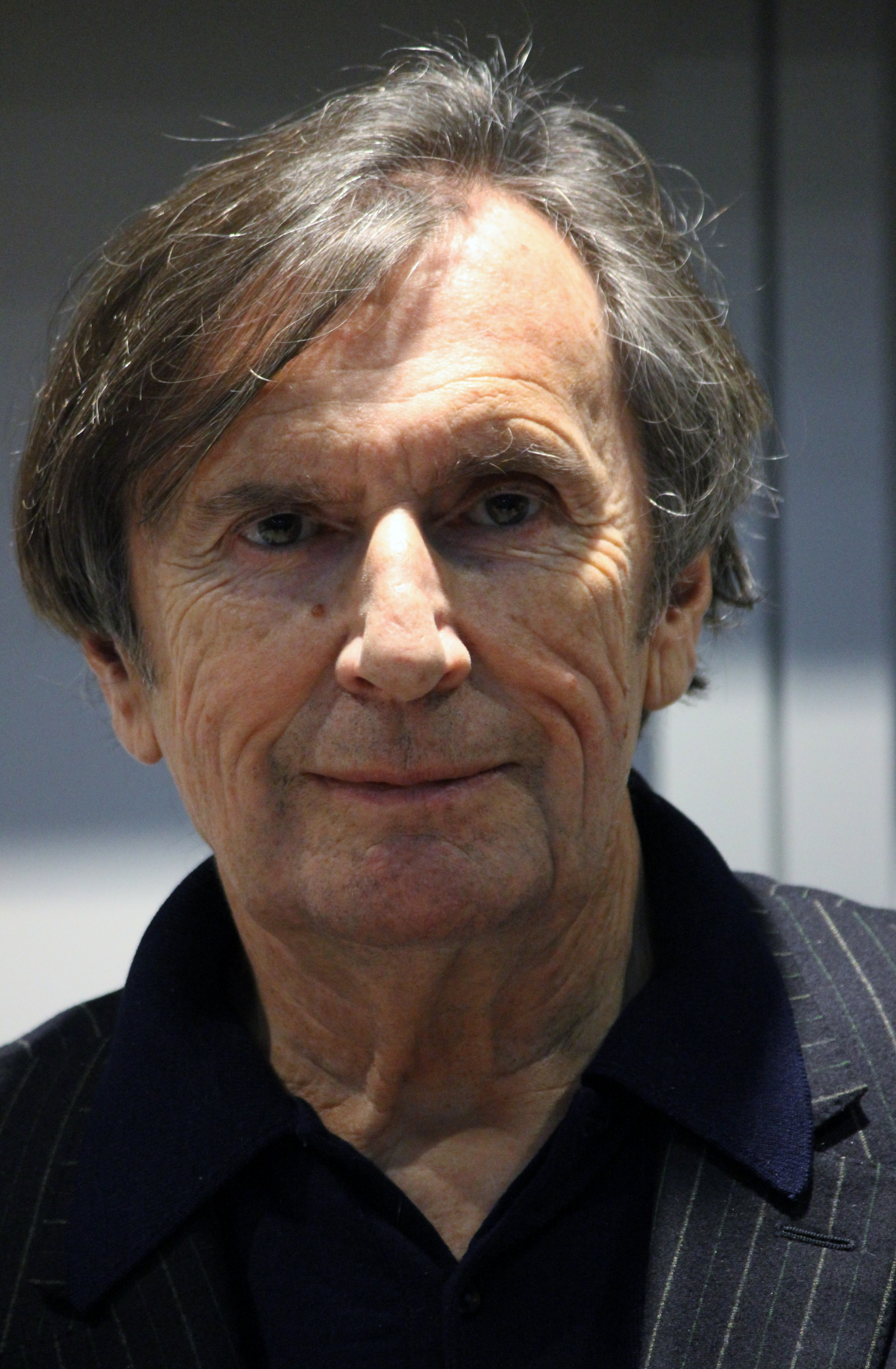
Daniel Rondeau de l'Académie française

- « C'est à Matougues, bas village de 600 âmes allongé dans la plaine champenoise que Roland Irolla s'est posé et d'où il a rayonné avec modestie pendant près de quarante ans, loin des passions éphémères. Dans l'atelier de son village, il élargit sa palette. Entre les séductions du passé et les appels de son temps, il refuse de choisir et répond généreusement à ceux qui le sollicitent. Le voici graveur, illustrateur, affichiste, aquarelliste, modeleur et créateur de médailles, dessinateur de vitraux… Le patrimoine dont le peintre monumentaliste n'a jamais cessé de nous entretenir témoigne de la constance des hommes au milieu de leurs errances. Ses Trésors dévoilés du passé parisien irriguent dans notre temps les forces anciennes et essentielles, esprit et liberté, qui n'ont cessé d'animer la quête de cet honnête homme. » - Daniel Rondeau de l'Académie française[34]

## Conservation

### Collections publiques

#### Algérie
- Hôtel de ville de Skikda, 3 toiles[35]:
  - La place Marqué de Philippeville.
  - Sacré-Cœur de Paris.
  - La place du Tertre sous la neige.

#### France

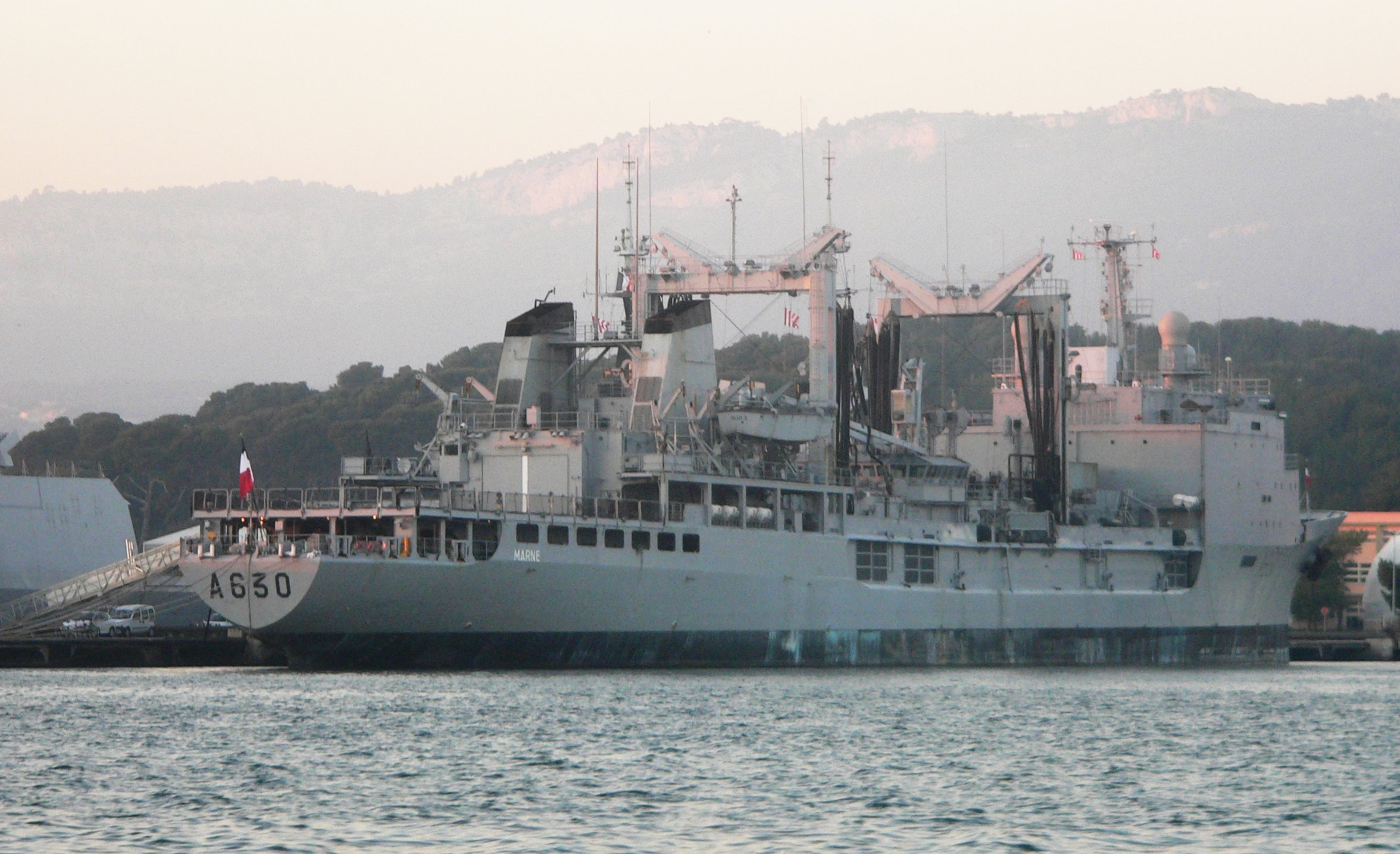
Le pétrolier-ravitailleur Marne

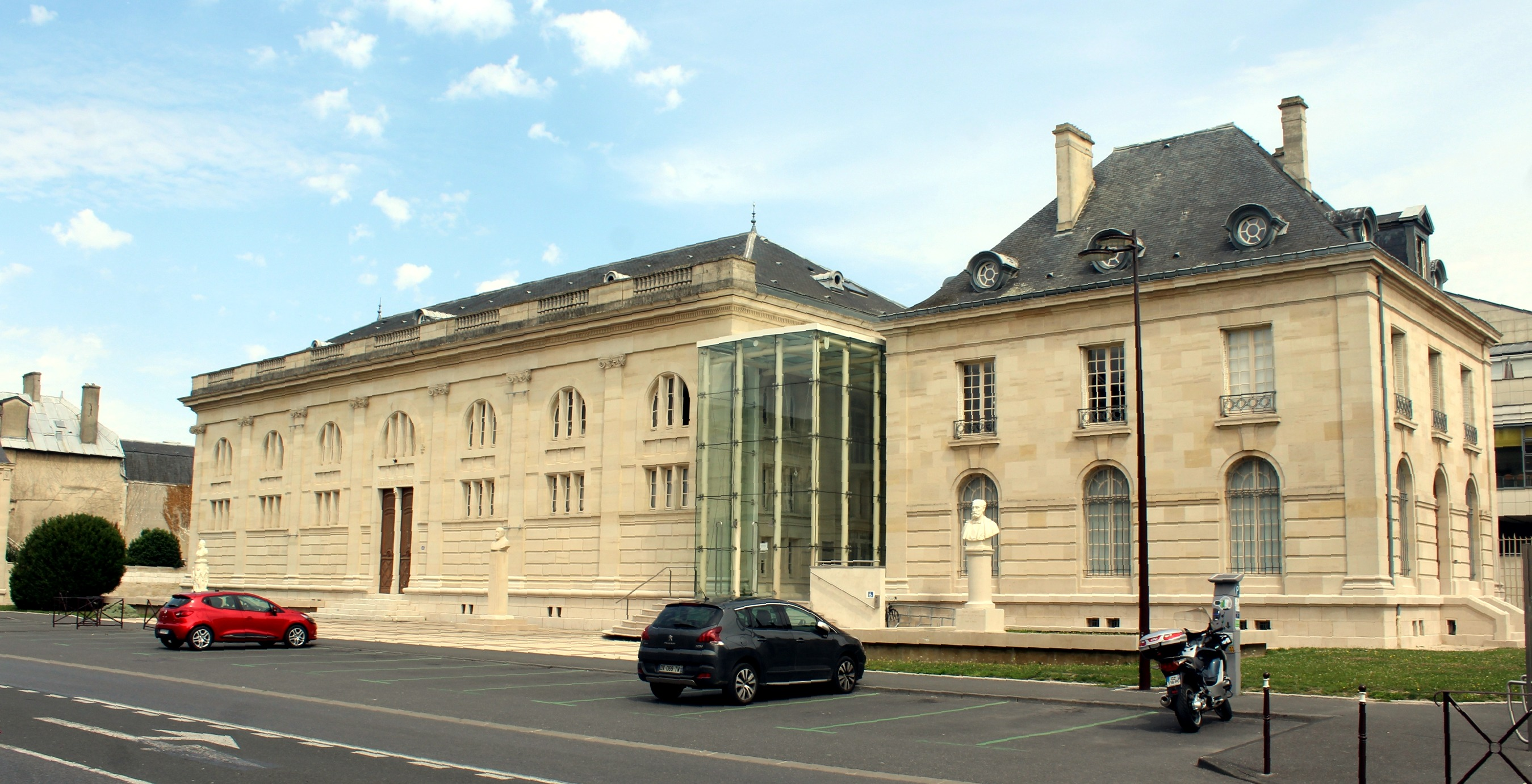
Archives départementales de la Marne, Châlons-en-Champagne

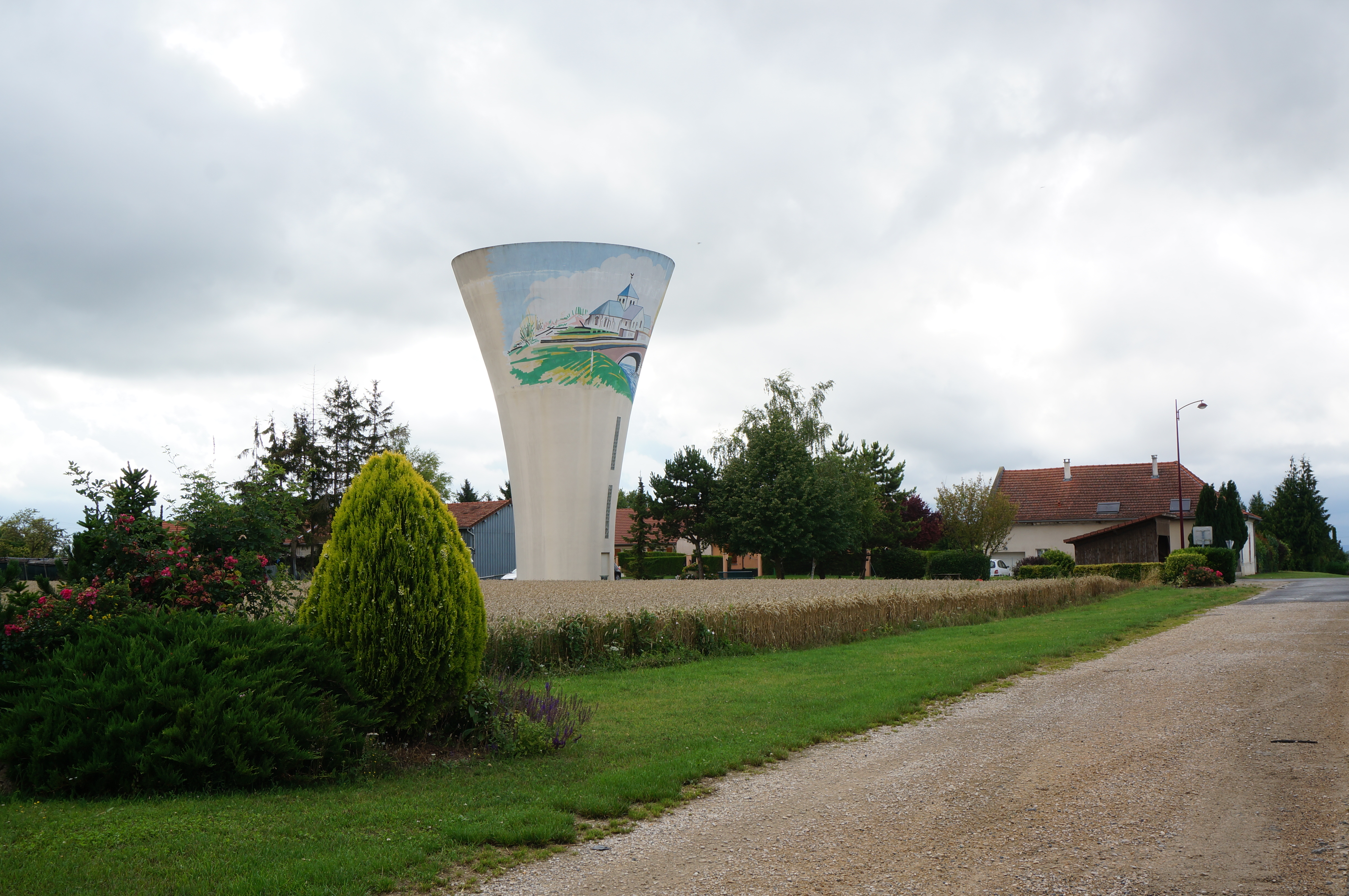
Matougues, le château d'eau.

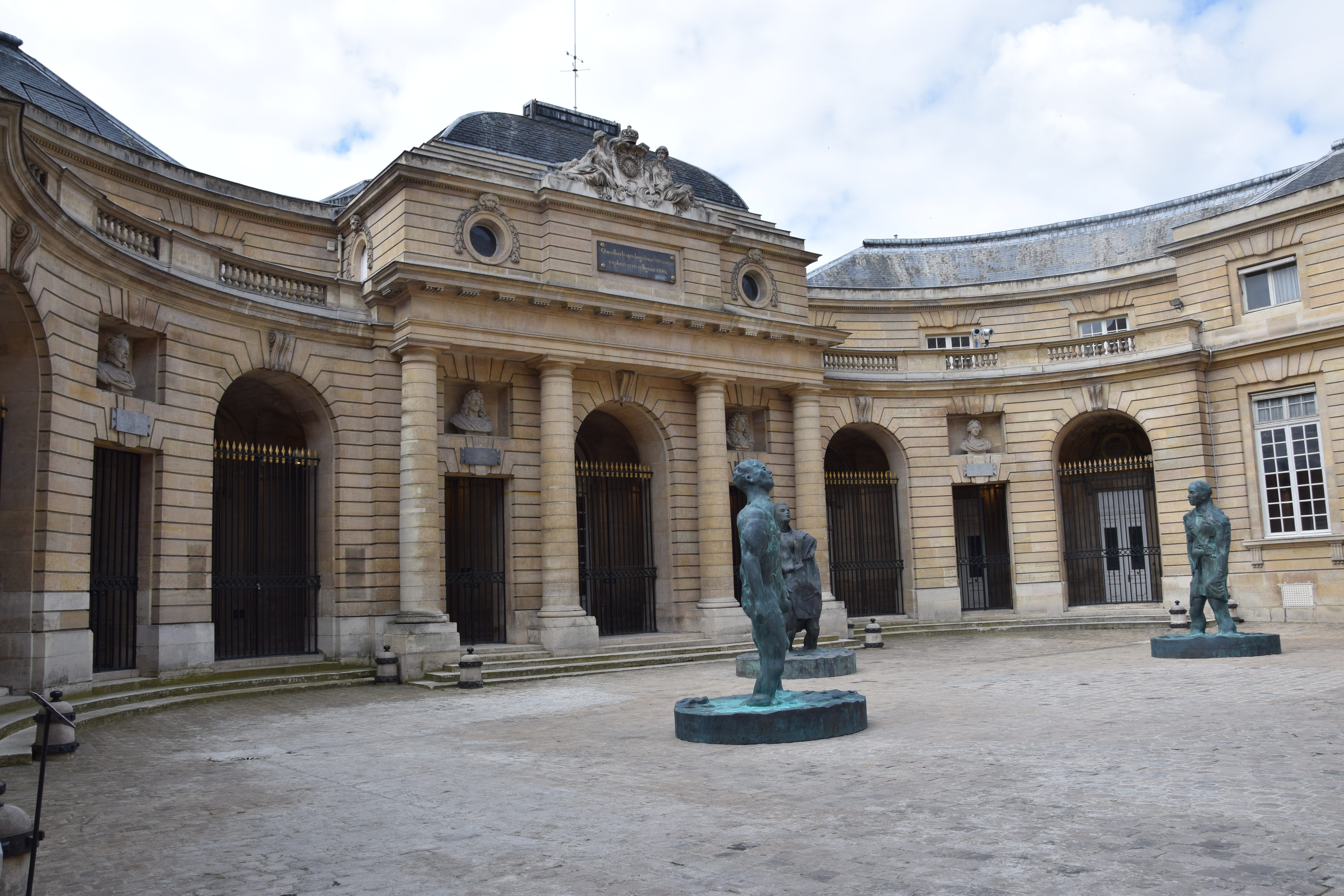
Paris, musée de la Monnaie

- Musée Saint-Germain, Auxerre, Abside de l'abbaye Saint-Germain, aquarelle 100x80cm[33].
- Musée Barrois, Bar-le-Duc, Le collège Gilles-de-Trèves, aquarelle 60x73cm, 1970[36].
- Musée de la base aérienne 112 et de l'aéronautique locale, Bétheny, Composition, acrylique 100x250cm[6].
- Pétrolier-ravitailleur Marne, Brest, Prestige de la Marne, acrylique sur tissu 150x200cm, salon d'honneur, don du Conseil général de la Marne.
- École Jacques-Prévert, Brienne-le-Château, Hommage à Jacques Prévert, fresque murale 100x400cm.
- Archives départementales de la Marne, Châlons-en-Champagne, Vue de Châlons, huile sur toile.
- Hôtel de ville de Châlons-en-Champagne, Le cloître de la collégiale Notre-Dame-en-Vaux de Châlons-en-Champagne, peinture.
- École d'application de l'artillerie, Châlons-en-Champagne.
- École maternelle Croix-Jean-Robert, Châlons-en-Champagne, La Poésie volant vers la Paix, fresque murale 120x400cm.
- Église Sainte-Thérèse de l'Enfant-Jésus, Châlons-en-Champagne, chemin de croix, installation en métal (en collaboration avec Louis Parrot).
- Musée des Beaux-Arts et d'Archéologie de Châlons-en-Champagne[33] :
  - Cannes - Coucher de soleil sur la plage, aquarelle 35x45cm, 1956.
  - Le Christ de la basilique Saint-Julien de Brioude, huile sur toile 65x54cm, 1966.
  - La grand-mère, huile sur toile 81x65cm, 1966.
- Institut médico-pédagogique de Châlons-en-Champagne, fresque murale.
- Centre éducatif pour handicapés, Châlons-en-Champagne, deux panneaux muraux.
- École maternelle de Compertrix.
- Musée historique de Haguenau[33].
- Château d'eau de Matougues (chemin de Champigneul), église et pont sur la Marne à Matougues, fresque peinte[37].
- Camp militaire de Mourmelon-le-Grand, fresques murales.
- Musée Carnavalet, Paris, médailles :
  - Commune libre du Vieux-Montmartre - Place du Tertre, médaille[38].
  - Rue Saint-Vincent à Montmartre, médaille, avant 1985[39].
- Musée de la Monnaie de Paris.
- Abbaye Saint-Wandrille de Fontenelle, Rives-en-Seine[33].
- Hôtel de ville de Saint-Memmie, Le vignoble de Champagne, peinture.
- Lycée de Saint-Memmie, Papillons, oiseaux et fleurs, mosaïque 450x150cm, 1977[6].
- Hôtel de ville de Sainte-Menehould, Vue de Sainte-Menehould, aquarelle, 1966.
- Musée de la Bière, Stenay, vitrine La Comète, Union de brasseries, Châlons-sur-Marne, 1982[6].
- Préfecture d'Indre-et-Loir, Tours, La rue Lavoisier et La rue Lassereau, 2 peintures[6].
- Mairie de Vaudemange, Composition, acrylique 200x150ccm, 1988[6].
- École primaire Paul-Fort, Vitry-le-François, Féerie du printemps, fresque murale à l'acrylique 100x300cm, hall d'entrée, 1976.
- Groupe scolaire de La Fauvarge, Vitry-le-François, Les quatre éléments, fresques murales, 1977.

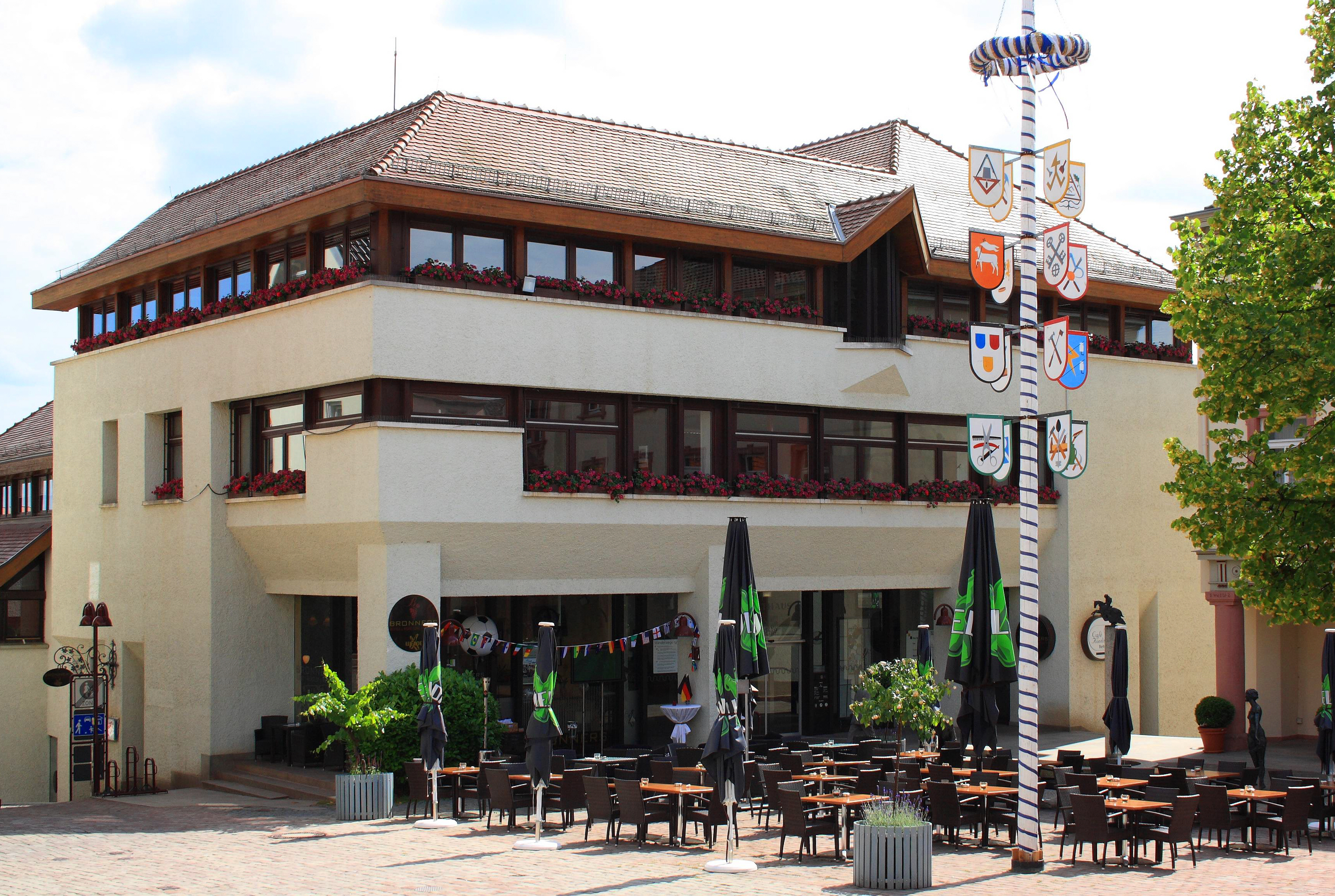
Hôtel de ville de Wiesloch

#### Allemagne
- Hôtel de ville de Wiesloch, Les monuments de Fontenay-aux-Roses, peinture 100x400cm (don de la ville jumelle de Fontenay-aux-Roses)[6].

### Collections particulières référencées
- Guy Béart, Portrait de Guy Béart[6].
- Marcel Bigeard, Portrait en pied du Général Marcel Bigeard, huile sur toile 200x100cm[6].
- Caisse régionale de Crédit agricole de Châlons-en-Champagne, Le cloître de la collégiale Notre-Dame-en-Vaux de Châlons-en-Champagne, huile sur panneau 200x150cm[6].
- Champagne R. & L. Legras, Chouilly (hall d'entrée), Composition, acrylique sur toile 200x120cm, 1990[6].
- Maurice Millière (1910-2001), Reims, 28 aquarelles, 2 huiles sur toile[6].
- Champagne Moët & Chandon, Épernay[40].
- Hôtel Pasteur, Châlons-sur-Marne, Vue de Châlons, huile sur toile[6].
- Alain Peyrefitte, Vue de Provins[6].

## Distinctions
- Médaille de la Ville de Paris, 1966.
- Médaille d'argent d la Ville de Châlons-sur-Marne, 1974.
- Lauréat (Rose d'or) des Rosati de France, 1974.
- Médaille d'argent de la Ville de Joinville (Haute-Marne), 1977.